# انتخابات مقدماتی
انتخابات مقدماتی به منظور محدود کردن تعداد نامزدها پیش از برگزاری یک انتخابات سراسری برای یک سِمت سیاسی است. انتخابات‌های مقدماتی یکی از ابزارهای احزاب یا ائتلاف‌های سیاسی به منظور رسیدن به وحدت نظر بر روی یک یا چند نامزد پیش از یک انتخابات است.
در ایالات متحده، کاربرد این انتخابات‌ها رایج است و ریشه در جنبش ترقی‌خواهی دارد که در پی خارج کردن اختیار گزینش نامزدها از دست رهبران احزاب و اعطای آن به مردم بود.
از دیگر روش‌های انتخاب نامزد می‌توان به Caucus (رایزنش)، Political convention (همایش سیاسی حزبی) و نشست گزینش نامزد اشاره کرد.